# Stufenschaltung
Als Stufenschaltung bezeichnet man die Steuerung von elektrischen Schienen-Triebfahrzeugen, bei der die Antriebsmotoren zur Geschwindigkeitseinstellung z. B. über den Fahrschalter oder eine Schützensteuerung mit einer von mehreren vorhandenen Spannungen verbunden werden.
Bei Gleichstrom-Fahrzeugen werden über die Stufenschaltung verschiedene Anfahrwiderstände geschaltet, die Fahrmotoren werden zunächst in Reihenschaltung und in den höheren Fahrstufen in Parallelschaltung betrieben.
Bei Wechselstrom-Fahrzeugen werden die Fahrmotoren über die Stufenschaltung mit den verschiedenen Anzapfungen des Transformators verbunden. Um bei höheren Leistungen das Schalten hoher Ströme zu vermeiden, kommen auch Anzapfungen auf der Hochspannungsseite des Transformators zum Einsatz.
Nachteilig ist durch die begrenzte Anzahl von Stufen ein merklicher Zugkraft-Sprung (kurzes „Rucken“) beim Schalten der Stufen beim Beschleunigen. Elektromotorisch angetriebene Schaltwerke ermöglichten eine größere Anzahl von Stufen und somit ein feineres und regulierteres Steuern der Zugkraft.
Mittlerweile wurde die Stufenschaltung durch die Leistungselektronik vollkommen abgelöst.